# 제37군 (소련)
제37군(러시아어: 37-я армия)은 제2차 세계 대전 기간 동안 존재했던 소련군의 야전군이다. 1941년 8월 10일 창설되었다가 11월 15일 해체되었으며, 9월 25일 재창설된 후 1947년에 해체되었다. 이 군은 루마니아와 불가리아에 있던 소련 남부 집단군 예하에 있었다.

## 참고 문헌
- V.I., Feskov; K.A. Kalashnikov; V.I. Golikov. (2004). 《The Soviet Army in the Years of the 'Cold War' (1945-1991)》. 톰스크: Tomsk University Press. ISBN 5-7511-1819-7.
- Jean-Luc, Marchand (2011). 《Order of Battle Soviet Army World War》 24판. 오하이오 주, 웨스트체스터: The Nafziger Collection, Inc.